# Kurt Schramm
Kurt Schramm (* 30. März 1937; † 17. Mai 2022) war ein deutscher Skispringer und Skisprungfunktionär.

## Werdegang
Schramm gab sein internationales Debüt bei der Vierschanzentournee 1960/61. Nach Rang 29 beim Auftaktspringen in Oberstdorf sprang er in Garmisch-Partenkirchen als Neunter erstmals unter die besten zehn. In Innsbruck landete er nur auf Rang 23, konnte aber auf der Paul-Außerleitner-Schanze in Bischofshofen wieder in die Top 10 springen und wurde Achter. In der Gesamtwertung erreichte er damit 814,7 Punkte und landete auf Platz 14.
In den folgenden Jahren bis 1966 konnte er bei der Tournee nicht an diesen Erfolg anknüpfen und landete meist nur auf hinteren Rängen. Lediglich bei der Vierschanzentournee 1962/63 gelang ihm bei seinem einzigen Springen in Innsbruck mit dem fünften Rang sein bestes Einzelergebnis in seiner Karriere. Zuvor hatte er bei der Nordischen Skiweltmeisterschaft 1962 im polnischen Zakopane von der Großschanze mit zwei Sprüngen auf 94,5 Meter Platz 15 erreicht. Von der Normalschanze sprang er auf 67,5 und 69,5 Meter und belegte damit Rang 11. Bei der Skiflugwoche am Kulm wurde er im gleichen Jahr mit einer Bestweite von 133 Metern Vierter. Bei den DDR-Skimeisterschaften 1962 auf der Walter-Ulbricht-Schanze in Schmiedefeld am Rennsteig gewann er im Einzelspringen hinter Helmut Recknagel und Veit Kührt die Bronzemedaille.
Nach dem Ende seiner aktiven Karriere engagierte sich Schramm in Brotterode. Er gehörte ab 1993 zum Team rund um die Austragung des dortigen Skisprung-Continental-Cups. Zudem war er Sprungrichter bei Schüler- und Juniorenspringen.

## Erfolge

### Vierschanzentournee-Platzierungen
| Saison  | Platz | Punkte |
| ------- | ----- | ------ |
| 1960/61 | 14.   | 814,7  |
| 1961/62 | 66.   | 398,6  |
| 1962/63 | 68.   | 212,1  |
| 1963/64 | 98.   | 157,7  |
| 1964/65 | 69.   | 188,4  |
| 1965/66 | 88.   | 219,9  |